# Sorex sonomae
Sorex sonomae — вид роду мідиць (Sorex) родини мідицевих.

## Поширення
Країни поширення: США (Каліфорнія, Орегон). Живе в колючих чагарниках, прибережних хвойних (червоне дерево, ялина) лісах і болотистих областях.

## Звички
Часто виявляється під і серед колод і пнів, які розкладаються. Цей вид, ймовірно, харчується в основному комахами, але також споживає велику кількість інших дрібних безхребетних. Він активний протягом усього року.

## Відтворення
Вагітні самиці були зареєстровані з 20 березня по 24 вересня в Каліфорнії. Виводки розміром від двох до шести дитинчат. Ймовірно, деякі самиці дають більше одного виводка на рік.

## Загрози та охорона
Немає відомих загроз до цього виду. Зустрічається в охоронних районах по всьому ареалу.